# Emmanuelle Béart

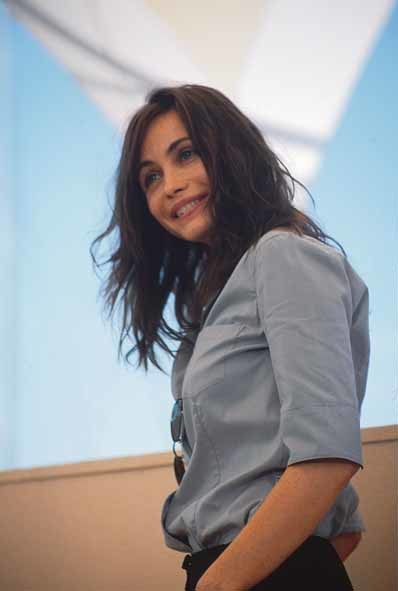
Emmanuelle Béart

Emmanuelle Béart (n. 14 august 1963 în Gassin, Département Var) este o actriță franceză de teatru și film; a fost și fotomodel, iar între anii 1996 - 2006 ambasadoare la UNICEF.

## Date biografice
Emmanuelle este fiica unui inginer și poet libanez și al cântăreței Guy Béart. După propria ei declarație, strămoșii ei provin din Grecia, Italia, Spania, Croația și Rusia. Copilăria o petrece cu cei patru frați, fără televizor, în Provence. În 1972 când avea 9 ani are un rol secundar într-un film regizat de René Cléments, iar în 1976 joacă rolul ca Romy Schneider în filmul Mado. Din anul 1980 trăiește în Montreal, Canada. Aici învață engleza și este sprijinită ca actriță de regizorul de film Robert Altman. Se reîntoarece în 1983 în Franța unde promovează actoria la Jean-Laurent Cochet. Primul ei succes ca actriță îl are în anul 1986 prin rolul jucat în filmul Manon des sources. În 1987 este aleasă dintre 5.000 de candidate de Tom McLoughlin pentru juca într-o comedie produsă de studiorile din Hollywood. Ea a fost arestată în 1996 într-o acțiune de protest pentru emigranți și i-a fost desfăcut contractul cu casa de modă Dior.

## Filmografie

### Cinema:
- 1971 : La Course du lièvre à travers les champs de René Clément
- 1975 : Demain les mômes de Jean Pourtalé
- 1983 : Premiers désirs de David Hamilton
- 1984 : Copilul regăsit (Un amour interdit), regia Jean-Pierre Dougnac
- 1984 : Dragoste pe tăcute (L'Amour en douce), regia Édouard Molinaro
- 1986 : Manon des sources de Claude Berri
- 1987 : Date with an Angel de Tom McLoughlin
- 1988 : Cum ieși din lift, la stânga (À gauche en sortant de l'ascenseur), regia Édouard Molinaro
- 1989 : Copiii dezordinii (Les Enfants du désordre), regia Yannick Bellon
- 1990 : Le Bateau de Lu de Christine Citti (scurt metraj)
- 1990 : Le Voyage du capitaine Fracasse d'Ettore Scola
- 1990 : Frumoasa scandalagioaică (La Belle Noiseuse) de Jacques Rivette

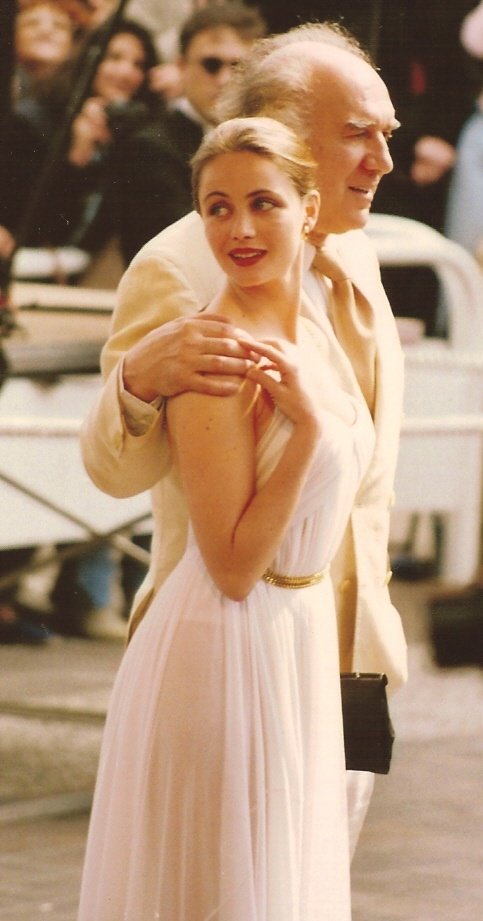
Împreună cu Michel Piccoli la prezentarea filmului Frumoasa scandalagioaică la festivalul de la Cannes 1991.

- 1991 : Fără sărutări (J'embrasse pas), regia André Téchiné
- 1991 : Contre l'oubli (« Pour Nguyen Chi Thien, Vietnam » de Michel Deville)
- 1991 : Inimă înghețată (Un cœur en hiver), regia Claude Sautet
- 1993 : Despărțiri (Rupture(s)), regia Christine Citti
- 1994 : Infernul (L’Enfer), regia Claude Chabrol
- 1995 : Nelly și domnul Arnaud (Nelly et Monsieur Arnaud), regia Claude Sautet
- 1995 : Franțuzoaica (Une femme française), regia Régis Wargnier
- 1996 : Misiune: Imposibilă (Mission : Impossible), regia Brian de Palma
- 1996 : Le Dernier Chaperon rouge de Jan Kounen (scurt metraj)
- 1997 : Don Juan, regia Jacques Weber
- 1998 : Timpul regăsit (Le Temps retrouvé), regia Raoul Ruiz
- 1998 : Hoțul de vieți (Voleur de vie), regia Yves Angelo
- 1999 : O poveste obișnuită (Elephant Juice), regia Sam Miller
- 1999 : Buturuga (La Buche), reegia Danièle Thompson
- 2000 : Destine sentimentale (Les Destinées sentimentales), regia Olivier Assayas
- 2000 : Vrăjeli și urzeli (Voyance et Manigance), regia Éric Fourniols
- 2001 : Repetiția (La Répétition), regia Catherine Corsini
- 2001 : 8 femei (8 Femmes), regia François Ozon

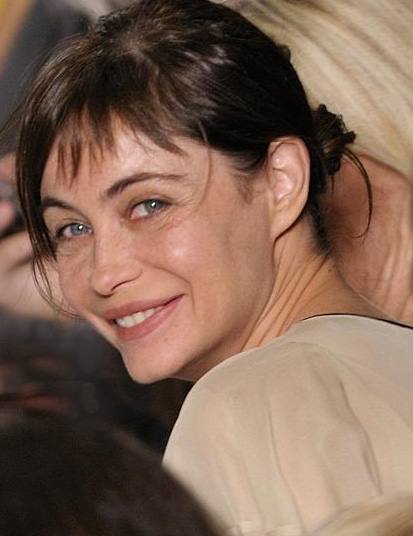
Emmanuelle Béart la Paris în 2009.

- 2002 : Rătăciții (Les Égarés), regia André Téchiné
- 2002 : Searching For Debra Winger de Rosanna Arquette
- 2002 : Histoire de Marie et Julien de Jacques Rivette
- 2003 : Nathalie..., regia Anne Fontaine
- 2004 : À boire de Marion Vernoux
- 2005 : Un fil à la patte de Michel Deville
- 2005 : L'Enfer de Danis Tanovic
- 2006 : Un crime de Manuel Pradal
- 2006 : Le Héros de la famille de Thierry Klifa
- 2007 : Les Témoins d'André Téchiné
- 2008 : Disco de Fabien Onteniente
- 2008 : Vinyan de Fabrice Du Welz
- 2008 : Mes stars et moi de Lætitia Colombani
- 2010 : Ça commence par la fin de Michaël Cohen
- 2010 : Nous trois de Renaud Bertrand
- 2010 : Ma compagne de nuit de Isabelle Brocard et Hélène Laurent
- 2011 : Bye bye Blondie de Virginie Despentes

### Teviziune:
- 1984 : Zacharius de Claude Grinberg
- 1984 : Raison perdue de Michel Favart
- 1986 : La Femme de sa vie de Michel Favart
- 1986 : Et demain viendra le jour de Jean-Louis Lorenzi
- 1989 : Marie-Antoinette de Caroline Huppert
- 2005 : Cei trei muschetari (D'Artagnan et les trois mousquetaires), regia Pierre Aknine
- 2008 : Boubouroche de Laurent Heynemann
- 2011 : Le Grand Restaurant II (divertissement) de Gérard Pullicino
- 2011 : Le reste du monde de Damien Odoul
- 2011 : Le désert de l'amour de Jean-Daniel Verhaeghe

### Video Clip:
- 1992 : Petit voleur, de Renaud, realizat de  Lewis Furey
- 2009 : Hymne à la soie, de Maxime Le Forestier, realizat de  Jean-Paul Rouve

Titlurile românești sunt parțial luate din lieratura de specialitate Dicționar de cineaști.